# Görwihl
Görwihl es un municipio en el distrito de Waldshut en el sur de la Selva Negra Meridional en Baden-Wurtemberg, Alemania, 25 km al noroeste de Waldshut-Tiengen.

## Enlaces
- Wikimedia Commons alberga una categoría multimedia sobre Görwihl.